# Jan Evangelista Jirásek
Jan Evangelista Jirásek (26. července 1929 Pardubice – 16. prosince 2019, Praha) byl český lékař, profesor Univerzity Karlovy, odborně působící v oboru histologie a embryologie. Svoji profesionální vědeckou práci zaměřil oboru humánní embryologie, výzkumu vývoje lidského embrya a plodu a medicíně věnující se reprodukci. Jeho děd byl internista, otec gynekolog-porodník.

## Vzdělání

### Obecné
Jan Evangelista Jirásek absolvoval základní školu a následně vystudoval státní reálné gymnázium v Pardubicích, kde maturoval v roce 1948.

### Odborné
V letech 1948–1951 studoval v Hradci Králové na tehdejší pobočce Lékařské fakulty Univerzity Karlovy v Praze. Když byla rozkazem prezidenta republiky z 15. 8. 1951 pobočka změněna na Vojenskou lékařskou akademii, odešel a ve studiu pokračoval (1951–1953) na Lékařské fakultě Univerzity Karlovy v Praze, kde v roce 1953 promoval.

## Odborná činnost
Již v době studia pracoval v Hradci Králové v letech 1950–1951 jako asistent v histologicko-embryologickém ústavu LF UK. V letech 1953–1960 působil jako odborný asistent Embryologického ústavu Fakulty všeobecného lékařství v Praze. Vědeckou činnost zahájil objevy v oboru histochemie a byl u vzniku české cytogenetiky. Od roku 1960 je pracovníkem Ústavu pro péči o matku a dítě v Praze-Podolí, kde působí jako vědecký a vedoucí pracovník.
V roce 1960 obhájil doktorskou kandidaturu (CSc.) na téma Sex-chromatin a vývoj gonád, v roce 1965 složil atestaci z gynekologie a porodnictví. V roce 1968 obhájil doktorát (DrSc.) na téma Vývoj gonád a mužský pseudohermafroditizmus.
V letech 1968–1969 byl čestným hostujícím profesorem fakulty zubního lékařství Minnesotské univerzity, Minneapolis v USA. Následující roky (1969–1970) působil jako hostující profesor gynekologie a porodnictví tamtéž. Přednášel zde na téma Vývoj člověka a vznik malformací a Gynekologická endokrinologie a patologie. Na této univerzitě působil ještě v letech 1978–1979 jako hostující profesor gynekologie a porodnictví na lékařské fakultě.
V letech 1987–1988 působil v USA jako hostující vědecký pracovník na gynekologicko-porodnické klinice lékařské fakulty Univerzity v Tennessee v Memphisu.
V roce 1992 se stal docentem histologie a embryologie na 2. lékařské fakultě Karlovy Univerzity v Praze a v roce 1996 byl jmenován profesorem Univerzity Karlovy. V roce 2006 se stal 1. čestným hostujícím profesorem Perinatologického ústavu NIH v Detroitu, Michigan, USA.
„Napsal jsem první lidskou embryologii založenou na řádkovacím elektronovém mikroskopu. Když jsem to tady předložil, že by to mohlo vyjít v češtině, nebyl zájem. Je nás jen deset milionů a dusíme se tu ve vlastní šťávě, jsme malý rybník.“
 prof. MUDr. Jan Evangelista Jirásek, DrSc.
 (komentář k nezájmu o vydání jeho monografie v ČR)

## Krok od prvenství
Během působení v USA v šedesátých letech 20. století mohl Jirásek jako první na světě provést umělé oplodnění, tzv. oplodnění ve zkumavce. Náboženské založení Američanů vůči manipulaci s lidskými buňkami za účelem vzniku nového života bylo příliš konzervativní a netolerantní a prof. Jirásek se raději v roce 1971 vrátil zpět do Československa. Ani zde nebyl jeho výzkum doceněn a tak prvenství v umělém oplodnění připadlo v roce 1978 Anglii.

## Prvenství
Již v padesátých letech 20. století přišel prof. Jirásek na to, jak zjistit pohlaví nenarozeného dítěte pomocí klidových buněčných jader. Princip poznatku sice pochází z Anglie, kde byly rozdíly jader mezi pohlavím zjištěny u dospělých koček, ale teprve prof. Jirásek provedl praktický výzkum na dospělých jedincích lidské populace a po ověření pravdivosti a shodnosti výsledků hledal řešení pro určení pohlaví nenarozeného lidského plodu, a to rozborem odebrané plodové vody.

## Členská činnost
Jirásek byl členem několika významných komisí a společností; 1981–1986 člen komise pro reprodukční toxikologii při WHO v Ženevě, 1994–2009 člen ústřední etické komise při Ministerstvu zdravotnictví, 2000–2007 člen Vědecké rady 2. lékařské fakulty UK a od roku 2005 je čestným členem Slovenské gynekologicko-porodnické společnosti.

## Umělecká činnost a její kontroverze
Jirásek se věnuje i umělecké činnosti, která je přímo spjatá s jeho profesním zaměřením. Jedná se umění vytvářené pomocí počítačové grafiky ze snímků embryí, které pořídil během své profesní práce.
Tato jeho činnost však vzbuzuje z etického pohledu i kontroverzni reakce. 
„Nevím, kde začíná umění, ale věděl bych, kde končí věda. Končí tam, jakmile si člověk začíná vymýšlet; věda musí být naprosto objektivní a logická, co není logické, tam je nějaká chyba. Zde představené obrázky jsou jednak objektivním záznamem embrya před narozením, jak jsem embrya za 50 let poznal – jak embryo vypadá, jak se vyvíjí v různých fázích nebo jaká jsou nebezpečí a co z něj může vyrůst. Ale je v nich také kousek mé osoby, jak bych si embrya někdy představoval. Když se na ně dívám a občas se zamyslím, co vlastně vidím, je to nesdělitelné. A protože nejsem spisovatelem, jako byl jeden z mých předchůdců, vezmu fotoaparát a využiji moderní techniky; část z mých obrázků a seriálů zde předkládám vašemu posouzení a vaší kritice.“
 prof. MUDr. Jan Evangelista Jirásek, DrSc.
(u příležitosti výstavy Přátelská embrya, Praha, Křížová chodba Karolína, říjen 2010)

## Publikace

### Spoluautorské
- SIMPSON, J. L. a JIRÁSEK, J. E. Disorders of Sexual Differentiation: etiology and clinical delineation. New York: Acad. Press, 1976.
- STÁRKA, Luboslav; JIRÁSEK, Jan Evangelista a RABOCH, Jan. Nárys andrologické endokrinologie. Praha: Avicenum, 1984. Thomayerova sbírka: práce z interních oborů.

### Autorské
- The relationship between the structure of the testis and differentiation of the external genitalia and phenotype in man. In: G. E. W. Wolstenholme and Maeve O'Connor, ed. Endocrinology of the Testis. Boston: Little, Brown, 1967. Ciba Foundation Symposium – Endocrinology of the Testis (Colloquia on Endocrinology), Vol. 16.
- Development of the male Genital System and Male seudohermaphroditismus. Baltimore: Johns Hopkins Press, 1971.
- Poruchy somatosexuálního vývoje. Praha: Avicenum, 1973. Edice Hálkova sbírka pediatrických prací, sv. 18.
- Endokrinologie fetoplacentární jednotky. Praha: Avicenum, Zdravotnické nakl., 1977.
- Human Fetal Endocrines. The Hague; Boston: Nijhoff; Hingham, 1980. [Revision of the original ed. published in Czech in 1977.]
- Morphogenesis of the Genital System in the Human. In: R. Blandau, D. Bergsma, ed. Morphogenesis and Malformation of the Genital System. New York: Liss, 1977, s. 13–40.
- Atlas of Human Prenatal Morphogenesis. Boston: Nijohoff, 1983. [První embryologie člověka založená na snímcích elektronického řádkového mikroskopu.]
- Endomertial Biopsy. Praha: Avicenum, 1986.
- Základy vývojové urologie. Jinočany: H & H, 1992. ISBN 80-85467-46-1.
- Germ Cells and the Indifferent Gonad. In: POLIN, R. A. and FOX, W. W., ed. Fetal and Neonatal Physiology. Philadelphia: Saunders, 1998.
- Human Embryo and Fetus. New York: Parthenon, 2001. [Monografie oceněná Britskou lékařskou asociací jako jedna z 25 nejzávažnějších lékařských knih roku 2001.]
- An Atlas of Human Prenatal Developmental Mechanics: Anatomy and Staging. London; New York: Taylor and Frances, 2004. (Za monografii obdržel titul „Man of the Year 2004“.)